# The Mighty Lemon Drops
The Mighty Lemon Drops was een Britse rockband uit Wolverhampton, die actief was van 1985 tot 1992.

## Bezetting
- Paul Marsh[2] (zang, ritmegitaar, 1985–1992)
- Dave Newton[3] (gitaar, 1985–1992)
- Tony Linehan[4] (basgitaar, 1985–1989)
- Martin Gilks[5] (drums, 1985)
- Keith Rowley[6] (drums, 1985–1992)
- Marcus Williams[7] (basgitaar, 1989–1992)

## Geschiedenis
Het kwartet werd eerst geformeerd in 1985 als The Sherbet Monsters in Wolverhampton. Marsh, Newton en Linehan hadden in 1982 samen gespeeld in de band Active Restraint. Newton verliet later deze band en werd lid van The Wild Flowers. Newton en Linehan waren de belangrijkste songwriters van de band. Hun sound kan het best worden omschreven als een meer psychedelisch beïnvloedde postfunk, gespeeld met een resonerende rickenbacker-gitaar als leadinstrument. Ze vertoonden gelijkenis met Echo & the Bunnymen, die ook waren beïnvloed door psychedelica.
Na het vertrek van Martin Gilks (later naar The Wonder Stuff), bestond de bezetting uit Marsh, Newton, Linehan en Rowley. In december 1985 bracht het kwartet hun eerste eigen single Like An Angel uit bij Dreamworld Records, die de toppositie haalde van de Britse Indie-hitlijst en waarvan 14.000 exemplaren werden verkocht. Ze namen gelijktijdig ook een sessie op voor John Peel. Ze werden spoedig ontdekt door Geoff Travis van Rough Trade Records voor diens nieuwe label Blue Guitar, een sublabel van Chrysalis Records. Ze tekenden bij Sire Records voor de Verenigde Staten en Canada rond dezelfde periode.
Derek Jarman produceerde in 1987 de video voor de single Out of Hand, die werd opgevolgd door hun hit Inside Out in 1988. De albums Happy Head en World Without End haalden beide de Britse hitlijst (#58 resp. #33). In de Verenigde Staten was World Without End in 1988 een nummer 1-Modern rock/College album en Happy Head was een van de 50 beste albums van 1986 volgens de criticipolls van het magazine Sound. De band werkte uiteindelijk samen met Chrysalis Records in het Verenigd Koninkrijk na de drie albums Happy Head, World Without End en Laughter, bij gebrek aan herhaling van hun aanvankelijk eigen succes, bleven ze onder contract bij Sire Records in de Verenigde Staten met Laughter, een andere Modern rock nummer 1, dat in 1990 de lagere regionen van de Billboard 200 bezette. Tijdens de sessie voor Laughter verliet Linehan de band en werd vervangen door Marcus Williams.
De band nam de verdere albums Sound ... Say Goodbye To Your Standards en Ricochet op vooraf aan hun uiteindelijke ontbinding in 1992. De verdere albums All The Way en Young, Gifted, & Black Country en de Greatest Hits-collectie Rollercoaster volgden en eind 2000 speelde de band een eenmalig comebackconcert in Wolverhampton. In 2007 kondigde de band aan dat de mogelijkheid bestond tot heroprichting bij het Coachella Festival.
Dave Newton werkt nog steeds als opnameleider en producent en heeft projecten voltooid voor The Little Ones, The Blood Arm, The Soft Pack, The Henry Clay People, Everybody Was in the French Resistance...Now!, The Sweater Girls, Torches en The Movies. In 2006 produceerde hij een coverversie van Inside Out voor het dubbelalbum Through and Through van The Lassie Foundation. In 2011 produceerde Newton het derde album Turn and Face Me van The Blood Arm. In maart 2014 bracht de band Uptight: The Early Recordings 1985–1986 uit bij Cherry Red Records.
Alle albums van The Mighty Lemon Drops zijn nu officieel verkrijgbaar via Wounded Bird Records, onder licentie van Warner Bros. Records, allen met extra nummers, B-kanten en albumnotities.

## Discografie

### Singles en ep's
- 1985: Like an Angel
- 1986: The Other Side of You
- 1986: My Biggest Thrill
- 1987: Out of Hand ep
- 1987: Out of Hand
- 1988: Inside Out
- 1988: Fall Down (Like the Rain)
- 1989: Into the Heart of Love
- 1989: Where Do We Go from Heaven
- 1989: Beautiful Shame
- 1991: Too High (Remix)
- 1991: Unkind (Remix)

### Studioalbums
- 1986: Happy Head
- 1988: World Without End
- 1989: Laughter
- 1991: Sound ... Goodbye to Your Standards
- 1992: Ricochet

### Livealbums
- 1993: All the Way (Live in Cincinnati)
- 2004: Young, Gifted & Black Country

### Compilatiealbums
- 1997: Rollercoaster: The Best of The Mighty Lemon Drops
- 2014: Uptight The Early Recordings 1985/1986